# Station Vennesla
Station Vennesla is een spoorwegstation in het dorp Vennesla in de gelijknamige gemeente in het zuiden van Noorwegen. Het station ligt aan Sørlandsbanen. Het gebouw is ontworpen door Paul Due.
Het station werd oorspronkelijk gebouwd aan Setesdalsbanen. In 1938 werd de spoorlijn van Oslo vanaf Nelaug doorgetrokken naar Kristiansand langs Vennesla. Setesdalsbanen werd toen ingekort tot Grovane, een paar kilometer ten noorden van Vennesla.